# Advanced Boiling Water Reactor
Der Advanced Boiling Water Reactor (Abkürzung ABWR, deutsch Fortgeschrittener Siedewasserreaktor) ist ein Siedewasserreaktor der 3. Generation. Die Entwicklung des Reaktors begann im Jahr 1978. Der erste ABWR wurde im Kernkraftwerk Kashiwazaki-Kariwa als Block 6 im Jahr 1996 in Betrieb genommen. Entwickelt wurde er in Japan von General Electric, Hitachi und Toshiba.

## Technische Eigenschaften
Der elektrische Generator, der durch diesen Kernreaktor betrieben wird, hat eine elektrische Netto-Leistung von  1350 bis 1460 MWe. Das Design vereinigt Entwicklungen aus Europa, Japan und den USA. Es bringt Verbesserungen auf vielen Gebieten hervor, unter anderem bei der Sicherheit und Zuverlässigkeit. Die Steuerstäbe werden durch Schraubmechanismen bewegt, anstatt durch eine schrittweise Bewegung.

### Verwendung
Der ABWR kommt bis heute viermal zum Einsatz. Er wird bisher nur in japanischen Kernkraftwerken verwendet, in den Anlagen Kashiwazaki-Kariwa (Block 6 und 7), Shika (Block 2) und Hamaoka (Block 5). Zwei weitere Reaktoren befinden sich im taiwanischen Kernkraftwerk Lungmen (Block 1 und 2) in Bau. Pläne für weitere ABWR bestanden für die Anlage Fukushima I (Block 7 und 8) und bestehen für die Anlagen Higashidori (Block 1), Kaminoseki (Block 1 und 2), Oma und Shimane (Block 3).
Am 12. Mai 1997 wurde der ABWR von der Nuclear Regulatory Commission (NRC) in den USA zertifiziert. In den USA sollte das Kernkraftwerk South Texas zwei ABWR bekommen.

### Verfügbarkeit
Die vier bisher in Betrieb genommenen ABWR-Kraftwerke weisen eine im internationalen Vergleich unterdurchschnittliche Verfügbarkeit auf, dies wird im „Operation Factor“ der Internationalen Atomenergie-Organisation dokumentiert (Anteil an der Betriebszeit mit Stromeinspeisung an der Gesamtdauer eines Jahres). Im Gegensatz zu modernen Druck- und Siedewasser-Reaktoren wie dem koreanischen OPR-1000, dem Konvoi oder der Baulinie 72 mit „Operation Factors“ von etwa 90 % weisen die bisher installierten ABWR-Kraftwerke ca. die drei- bis fünffache Nichtverfügbarkeit auf.  Die Ursachen liegen, neben technischen Problemen der Kraftwerke selbst, auch in äußeren Faktoren wie Erdbeben und atomrechtlichen Verordnungen begründet.
Die Blöcke 6 und 7 in Kashiwazaki-Kariwa wurden infolge eines Skandals bei der Betreiberfirma Tepco im Jahr 2003 zur Überprüfung heruntergefahren, ein schweres Erdbeben im Jahr 2007 führte zu einer lang andauernden Abschaltung, und infolge der Nuklearkatastrophe von Fukushima im Jahr 2011 wurden die Reaktoren nach dem Brennelementewechsel nicht wieder angefahren.
Bei den zwei später fertiggestellten Anlagen, dem Block 2 des Kernkraftwerkes Shika sowie dem Block 5 des Kernkraftwerkes Hamaoka, wurde kurz nach der Inbetriebnahme ein Turbinendefekt infolge eines Konstruktionsfehlers festgestellt. Beide Kraftwerke wurden daraufhin gedrosselt, um einen gefahrlosen Betrieb sicherzustellen, und sollen nach der vollständigen Überarbeitung der Turbine wieder mit Nennleistung betrieben werden können. Alle ABWR wurden nach der Nuklearkatastrophe von Fukushima mindestens bis zur Fertigstellung von Arbeiten zur Erhöhung der Erdbebensicherheit abgeschaltet.

### Sicherheit
Der wichtigste Aspekt, der den ABWR als erstes KKW überhaupt zu einem Konzept der 3. Generation (welcher beispielsweise auch der EPR angehört) macht, sind einige passive Sicherheitsmerkmale. So etwa ein großer Ausbreitungsraum für eine Kernschmelze, der sie besser kühlbar macht. Ferner existiert eine passive Containment-Kühlung, die den Nachteil des im Vergleich zum EPR wesentlich kleineren Containments (und damit dessen potenziell früheren Versagens oder früheren Ventings) wettmachen soll: Das Containment ist von vier Wasserleitungen durchzogen, worin die Wärme einer erhitzten Containment-Atmosphäre durch Austausch in ein Wasserbecken außerhalb des Containments abgeführt werden soll; das ganze ist als Kreislauf konzipiert, Pumpen braucht es nicht.
| Reaktorblock         | Nettoleistung (ursprünglich) | Kommerzieller Betrieb | Operation Factor (Stand: 2018) |
| -------------------- | ---------------------------- | --------------------- | ------------------------------ |
| Hamaoka-5            | 1212 MW (1325 MW)            | 18. Januar 2005       | 23,3 %                         |
| Kashiwazaki-Kariwa-6 | 1315 MW( 0000 MW)            | 7. November 1996      | 52,8 %                         |
| Kashiwazaki-Kariwa-7 | 1315 MW( 0000 MW)            | 2. Juli 1996          | 48,4 %                         |
| Shika-2              | 1108 MW (1304 MW)            | 15. März 2006         | 22,2 %                         |

## ABWR-II
Bisherige  Störfälle zeigen den Bedarf einer besseren Auslegung der Sicherheitssysteme für den Fall einer Notabschaltung und zum Vermeiden eines GAU. Die Systeme für den regulären Betrieb sind davon weniger betroffen. Die nächste Generation nach dem ABWR sollte der ABWR-II sein, der in Japan entwickelt wurde. Die Entwicklung begann im Jahr 1991. Der ABWR-II sollte größere Brennstoffbündel, bessere Sicherheitsmerkmale für den Störfall, kürzere Wartungszeiten und einen flexibleren Brennstoffkreislauf haben. Die Anzahl der Brennstoffstäbe im Reaktorkern wäre im Vergleich zum ABWR um die Hälfte verringert. Die Kontrollstäbe sollten größer ausgelegt werden, sodass ein Brennstoffbündel im Reaktorkern zwei Kontrollstäbe zugewiesen bekommt. Der ABWR-II sollte einen besseren Abschaltmodus als sein Vorgängermodell haben. Die Leistung wäre 1700 MW gewesen.
Eine Bestätigung dieser Modellansätze wurde bisher nicht publiziert. Das Projekt wurde vielmehr faktisch fallen gelassen und durch den Economic Simplified Boiling Water Reactor (ESBWR) mit fast durchgehend passiven Sicherheitssystemen ersetzt. Projektiert, aber aus Wirtschaftlichkeitserwägungen bisher nicht in Angriff genommen ist der bisher einzige  ESBWR als dritter Block für den Standort des Kernkraftwerks North Anna.